# Song Kang
Song Kang (en hangul, 송강; RR: Song Kang; nacido en Suwon el 23 de abril de 1994) es un actor y modelo surcoreano. Saltó a la fama por su interpretación del papel de Hwang Sun-oh en la serie Love Alarm en la que fue por primera vez protagonista. Se integró al servicio militar obligatorio en abril de 2024.

## Biografía
Estudió en el Departamento de Artes Cinematográficas de la Universidad Konkuk, donde se graduó en 2017.

## Carrera
Es miembro de la agencia Namoo Actors (나무엑터스).
En marzo del 2017 se unió al elenco de la serie surcoreana The Liar and His Lover, donde interpretó a Baek Jin-woo, el guitarrista de la banda "Mush & Co" que está enamorado de la cantante de la banda y su amiga Yoon So-rim (Joy), hasta el final de la serie en mayo del mismo año.
En septiembre del mismo año se unió al elenco recurrente de la serie Man Who Sets the Table donde interpretó a Kim Woo-Joo, el hermanastro de Jung Tae-yang (On Joo-wan) que trabaja en "Mattress Store", hasta el final de la serie en el marzo del 2018.
El 22 de agosto del 2019 se unió al elenco principal de la nueva serie Love Alarm (también conocida como "Alarm for Your Crush"), donde dio vida al estudiante Hwang Sun-oh, el perfecto hijo de una importante familia que se enamora a primera vista de Kim Jo-jo (Kim So-hyun), hasta el final de la serie el 12 de marzo de 2021.
En julio del mismo año se unió al elenco recurrente de la serie de fantasía When the Devil Calls Your Name, donde interpretó a Luka Aleksević, el asistente de Ha Rip e hijo de Seo Dong-cheon (Jung Kyung-ho).
El 18 de diciembre de 2020 se unió al elenco principal de la serie de Netflix Sweet Home, donde dio vida a Cha Hyun-soo, un joven estudiante que luego de perder a su familia comienza a experimentar situaciones aterradoras cuando se muda a un departamento diferente.
El 22 de marzo de 2021 se unió al elenco principal de la serie Like Butterfly (también conocida como "Navillera"), donde interpretó a Lee Chae-rok, un joven bailarín de ballet emergente de 23 años con gran talento que a menudo se culpa a sí mismo por sus frecuentes lesiones, hasta el final de la serie el 27 de abril del mismo año. La serie está basada en el webtoon "Navillera".
El 19 de junio del mismo año se unió al elenco principal de la serie Nevertheless (también conocida como "I Know But"), donde dio vida a Park Jae-eon, un joven amigable y seductor que aunque no cree en el compromiso le gusta coquetear, hasta el final de la serie el 21 de agosto de 2021.
El 12 de febrero de 2022 se unió al elenco principal de la serie Las inclemencias del amor para interpretar el papel de Lee Si-woo, un joven carismático que aunque puede parecer torpe y tonto en realidad tiene un coeficiente intelectual de 150 y se toma en serio su trabajo de meteorólogo.
En enero de 2023 se unió al elenco de la serie Mi adorable demonio o My Demon, la comedia romántica donde interpreta a Jeong Gu-Won, un demonio que desprecia a los humanos y que lleva doscientos años haciendo tratos peligrosos con ellos, pero tras conocer a la heredera chaebol de Mirae Group: Do Do-hee, este pierde sus poderes de la noche a la mañana y para evitar su propia muerte debe protegerla, uniéndose a ella en un matrimonio por contrato. La serie inicio su rodaje en el mes de abril y se estrenó el 24 de noviembre de 2023.

## Filmografía

### Series de televisión
| Año     | Título                         | Personaje      | Notas        | Ref.                 |
| ------- | ------------------------------ | -------------- | ------------ | -------------------- |
| 2015    | Hello, Spring                  | Jung Woo-jin   | 4 episodios  |                      |
| 2017    | The Liar and His Lover         | Baek Jin-woo   | 16 episodios | [ 26 ]               |
| 2017-18 | Man Who Sets the Table         | Kim Woo-Joo    |              |                      |
| 2019    | Touch Your Heart               | Repartidor     | Ep. 13       |                      |
| 2019    | When the Devil Calls Your Name | Luka Aleksević |              |                      |
| 2020    | Sweet Home                     | Cha Hyun-soo   | 10 episodios | [ 27 ]               |
| 2019-21 | Love Alarm                     | Hwang Sun-oh   | 14 episodios |                      |
| 2021    | Like Butterfly                 | Lee Chae-rok   | 12 episodios |                      |
| 2021    | Nevertheless                   | Park Jae-eon   | 10 episodios | [ 28 ] [ 29 ] [ 30 ] |
| 2022    | Las inclemencias del amor      | Lee Si-woo     | 16 episodios | [ 31 ] [ 32 ] [ 33 ] |
| 2023    | Sweet Home 2                   | Cha Hyun-soo   | 8 episodios  |                      |
| 2023    | Mi adorable demonio            | Jung Goo-won   | 16 episodios | [ 34 ] [ 35 ] [ 36 ] |
| 2024    | Sweet Home 3                   | Cha Hyun-soo   |              |                      |

### Películas
| Año  | Título            | Personaje    | Notas                                                | Ref.          |
| ---- | ----------------- | ------------ | ---------------------------------------------------- | ------------- |
| 2018 | Beautiful Vampire | Lee So-nyeon | Junto a Jung Yeon-joo, Park Joon-myun y Lee Yong-nyu |               |
| 2024 | Escape            | Seon Woo-min | Aparición especial                                   | [ 37 ] [ 38 ] |

### Programas de variedades
| Año     | Programa                    | Función     | Notas                                               | Ref.                 |
| ------- | --------------------------- | ----------- | --------------------------------------------------- | -------------------- |
| 2018    | Inkigayo                    | Presentador | Programas 945-979 - junto a Mingyu y Jung Chae-yeon | [ 39 ] [ 40 ] [ 41 ] |
| 2018    | Salty Tour: San Francisco   | Miembro     | Ep. 28-30                                           |                      |
| 2018    | Happy Together              | Invitado    | Ep. 556-557                                         |                      |
| 2018-19 | Village Survival, the Eight | Miembro     | 12 episodios                                        |                      |
| 2020    | Running Man                 | Invitado    |                                                     | [ 42 ]               |

### Apariciones en videos musicales
| Año  | Artistas / Grupo | Canción                              | Notas |
| ---- | ---------------- | ------------------------------------ | ----- |
| 2017 | Suran ft. Crush  | "Love Story" (러브스토리)            |       |
| 2017 | The Ade          | "Sweet Summer Night" (달콤한 여름밤) |       |

### Revistas / sesiones fotográficas
| Año        | Título                | Notas                                            | Ref.          |
| ---------- | --------------------- | ------------------------------------------------ | ------------- |
| 2019       | Singles Magazine      |                                                  | [ 43 ]        |
| 2020       | Arena Magazine        |                                                  | [ 44 ]        |
| 2020       | W Magazine            |                                                  | [ 45 ]        |
| 2020       | The Star Magazine     |                                                  | [ 46 ]        |
| 2020       | ELLE Magazine         | Junto a Lee Do-hyun, Lee Jin-wook y Lee Si-young | [ 47 ]        |
| 2020, 2021 | Cosmopolitan Korea    |                                                  | [ 48 ] [ 49 ] |
| 2021       | ELLE Magazine         | Publicación de febrero                           | [ 50 ] [ 51 ] |
| 2021       | Vogue Korea           | Publicación de mayo                              | [ 52 ]        |
| 2021       | 1st Look Magazine     | Junto a Park In-hwan - Publicación de mayo       | [ 53 ] [ 54 ] |
| 2021       | GQ Magazine           |                                                  | [ 55 ]        |
| 2021       | Marie Claire Magazine |                                                  | [ 56 ]        |

### Publicidad
| Año  | Título                          | Notas                                                             | Ref.          |
| ---- | ------------------------------- | ----------------------------------------------------------------- | ------------- |
| -    | KT GiGA Genie                   |                                                                   |               |
| -    | KT Plan Y24                     |                                                                   |               |
| 2021 | Chilsung Cider                  |                                                                   | [ 57 ]        |
| 2021 | Benefit Korea                   | Representante                                                     | [ 58 ]        |
| 2021 | Lotte Chilsung - Chilsung Cider | Junto a Lee Joon-gi, Park Min-young, Park Eun-bin y Kang Ki-young | [ 59 ] [ 60 ] |
| 2022 | Penshoppe                       | Embajador global                                                  | [ 61 ]        |

### Reuniones con fans
| Año  | Título                                | Notas                                                 | Ref.   |
| ---- | ------------------------------------- | ----------------------------------------------------- | ------ |
| 2017 | Introduction to Rookies               | Junto a Lee You-jin y Oh Seung-hoon                   | [ 62 ] |
| 2022 | 2022 Song Kang Fanmeeting "Kang Rang" | 12 de junio, YES24 Live Hall                          | [ 63 ] |
| 2023 | 2023 Song Kang Asia Fan Meeting Tour  | Seúl, Tokio, Yakarta, Kuala Lumpur, Singapur, Bangkok | [ 64 ] |

## Premios y nominaciones
| Año  | Premios                      | Categoría                          | Papel                       | Resultado | Ref.          |
| ---- | ---------------------------- | ---------------------------------- | --------------------------- | --------- | ------------- |
| 2018 | 12th SBS Entertainment Award | Rookie Award in Male Category      | Village Survival, the Eight | Nominado  |               |
| 2021 | Brand Customer Loyalty Award | Male Actor – Rising Star           | -                           | Ganador   | [ 65 ] [ 66 ] |
| 2021 | 57th Baeksang Arts Award     | Best New Actor                     | Sweet Home                  | Nominado  | [ 67 ] [ 68 ] |
| 2021 | 2021 Asia Contents Award     | Best Newcomer (Male)               | Sweet Home                  | Ganador   | [ 69 ]        |
| 2021 | 2021 Asia Contents Award     | Best Newcomer (Male)               | Navillera                   | Ganador   | [ 69 ]        |
| 2023 | 2023 SBS Drama Awards        | Top Excellence Award (Romance)     | My Demon                    | Ganador   |               |
| 2023 | 2023 SBS Drama Awards        | Best Couple (Junto a Kim Yoo Jung) | My Demon                    | Ganadores |               |